# نائلة سلطان بنت عبد الحميد
نائلة سلطان بنت عبد الحميد (9 فبراير 1884 - 25 أكتوبر 1957) هي ابنة السلطان العثماني عبد الحميد الثاني. وُلدت في إسطنبول بقصر يلدز. والدتها هي دل بسند قادين ابنه مقصود جيراي بك.

## حياتها
ولدت نائلة سلطان في 9 فبراير 1884 في قصر يلدز كانت الطفلة السادسة والفتاة الرابعة لأبيها، والبنت الوحيدة لأمها. تعلمت العزف على البيانو والتشيلو. وهي حفيدة السلطان عبد المجيد الأول وزوجته تيرموشغان كادين.

## زواجها
في عام 1905 رتب السلطان عبد الحميد زواج نائلة من عارف حكمت باشا نجل الوزير الأكبر عبد الرحمن نور الدين باشا. وعُقد الزواج في 27 فبراير 1905 في قصر كروسيسمي. لم يثمر هذا الزواج عن أي أطفال. كان زوجها شخصًا لطيفًا ونبيلًا جدًا. وعاشوا حياة سعيدة للغاية.

## النفي
نفيت العائلة الحاكمة في آذار عام 1924، واستقر الزوجان في بيروت، لبنان. هنا، عاشت نائلة بأسلوب شرقي حقيقي. كانت هي وزوجها ثريين، وتمكنا من عيش نفس نوعية الحياة التي عاشوها في إسطنبول. عاشوا حياة مريحة للغاية في منزلهم الذي انقسم إلى حرملك وسلاملك.
كان عارف الباشا يستخدم مكتبه باعتباره سلاملك، حيث يرحب بضيوفه. من ناحية أخرى، لم تكن نائلة تخرج من الحرملك ولا تستقبل فيه أي زائر من الذكور. الرجل الوحيد الذي دخل الحرملك كان زوج أختها الأميرة رفية سلطان.

## الحياة اللاحقة والوفاة
توفي عارف حكمت باشا عام 1944، وفي عام 1952 عادت نائلة إلى اسطنبول بعد إلغاء قانون نفي الأميرات. استقرت في مدينة إرينكوي، وتوفيت في 25 أكتوبر 1957 عن عمر يناهز الثالثة والسبعين. دفنت في مقبرة يحيى أفندي في إسطنبول.